# Illice subjecta
Illice subjecta är en fjärilsart som beskrevs av Walker 1854. Illice subjecta ingår i släktet Illice och familjen björnspinnare. Inga underarter finns listade i Catalogue of Life.